# Sphiggurus roosmalenorum
Sphiggurus roosmalenorum é uma espécie de roedor da família Erethizontidae. É endêmica do Brasil, onde é encontrada apenas no médio rio Madeira.